# 14315 Ogawamachi
14315 Ogawamachi este un asteroid din centura principală de asteroizi.

## Descriere
14315 Ogawamachi este un asteroid din centura principală de asteroizi. A fost descoperit pe 12 martie 1977 la Kiso de Hiroki Kosai și Kiichiro Hurukawa. Asteroidul prezintă o orbită caracterizată de o semiaxă mare de 3,16 ua, o excentricitate de 0,11 și o înclinație de 21,2° în raport cu ecliptica.